# Cunaxa womersleyi
Cunaxa womersleyi är en spindeldjursart som beskrevs av Baker och Hoffmann 1948. Cunaxa womersleyi ingår i släktet Cunaxa och familjen Cunaxidae. Inga underarter finns listade i Catalogue of Life.